# School Spirits
Ne doit pas être confondu avec School Spirits (série télévisée, 2023).
School Spirits est une série télévisée documentaire américaine en six épisodes de 45 minutes produite par Mark Burnett et diffusée entre le 22 juin et le 1er août 2012 sur Syfy.
En France, la série est diffusée depuis le 30 octobre 2012 sur Syfy.

## Synopsis
Une série de phénomènes paranormaux produites sur les campus d'écoles et universités américaines sont reconstituées.
Une adolescente coincée dans l'au-delà décide d'enquêter sur sa mystérieuse disparition aux côtés d'un groupe d'autres élèves également coincés dans les limbes de leur lycée.

## Distribution
Parmi les acteurs ayant participé à des épisodes : Ben Broad, Ben Leasure, Justin Morck, Kerstin Dietrich, Michael Wren Gucciardo et Booch O'Connell.

## Épisodes
1. titre français inconnu (Sorority House Terror)
2. titre français inconnu (Dorm Room Nightmare)
3. titre français inconnu (Collision Course/Deadly Dorm Games)
4. titre français inconnu (Ghostly Girls' School)
5. titre français inconnu (Campus Warning Signs)
6. titre français inconnu (Frat House Phantom)